# Le Vagabond des étoiles
Ne doit pas être confondu avec Le Vagabond (roman), Le Vagabond des Limbes ou Le Vagabond des mers.
Le Vagabond des étoiles (titre original : The Star Rover) est un roman fantastique de l'écrivain américain Jack London, publié en 1915 aux États-Unis et en Angleterre (en Angleterre sous le titre The Jacket) (littéralement : La Camisole). En France, il est paru pour la première fois en 1925 dans une version relativement abrégée (83 000 mots contre 105 000 dans l'original).

## Contexte
Jack London ne cessa de dénoncer la brutalité des prisons, ayant lui-même été enfermé pour vagabondage au pénitencier du comté d'Erié, à Buffalo, dans l'État de New York. Il a écrit dans son roman autobiographique Les Vagabonds du rail : 

« La manière dont sont traités les hommes est tout simplement une des très moindres horreurs impubliables du pénitencier du comté d'Erié. Je dis "impubliables" mais je devrais plutôt dire "impensables". Elles étaient impensables pour moi jusqu'à ce que je les voie, et pourtant je n'étais pas une poule mouillée ; je connaissais déjà les aléas du monde et les horribles abysses de la déchéance humaine. Il faudrait lâcher une boule de plomb très lourde pour qu'elle atteigne le fond de l'océan, soit le comté d'Erié, et je ne fais qu'effleurer légèrement et facétieusement la surface des choses telles que je les ai vues là-bas. »

## Résumé
En Californie, enfermé dans la Prison d'État de Folsom, le professeur Darrel Standing attend son exécution. Sur ses huit années d'incarcération, il en a passé cinq dans les ténèbres d'un cachot surnommé la « mort vivante », pour rébellion. Il y a subi le supplice de la camisole de force.
Pour échapper à cette situation intenable, et suivant le conseil d’un codétenu avec lequel il communique par tapotements contre le mur, il pratique l'auto-hypnose, et s'évade par la pensée. Ce procédé lui permet de revivre, tour à tour, certaines de ses vies antérieures. Il devient tout d'abord le comte Guillaume de Sainte-Maure, bourgeois de Paris sous le règne de Louis XIII, puis il prend les traits d'un jeune enfant assistant au massacre d'une caravane de pionniers par les Indiens et les mormons, épisode historique connu sous le nom de massacre de Mountain Meadows.
Il devient ensuite Adam Strang, robuste marin hollandais appartenant à un équipage qui fait naufrage au large de la Corée. Il rencontre la princesse de Corée, qui devient sa femme. Il est aussi le matelot viking Ragnar Lodbrog, qui devient légionnaire romain et se voit envoyé en Judée. Il rencontre Ponce Pilate, alors procurateur de Judée, juste avant que ce dernier ordonne l'exécution de Jésus de Nazareth. Il devient encore Daniel Foss, rescapé du naufrage de son navire et vivant sur une île déserte, tel Robinson Crusoé. Enfin, il découvre l'aube de l'humanité, s'étant réincarné en homme des cavernes.

## Analyse
Ce roman est à la fois un livre engagé, réaliste, et héritier direct du J'accuse d’Émile Zola, dénonçant le système carcéral américain. Passant sans arrêt du réalisme au fantastique, ce livre est à la fois un procès contre l'univers carcéral et un hommage à l'imaginaire.
Considéré comme le dernier acte de Jack London en tant que militant socialiste, on[Qui ?] l'interprète comme son testament littéraire et philosophique.
La parution de son roman a créé un mouvement d’une telle ampleur que l’usage de la camisole de force a été supprimé pour les détenus de droit commun aux États-Unis. Le roman fut surtout à l’origine d'une réforme des prisons en Californie.

## Éditions
- Jack London, Le Vagabond des étoiles, Paris, G Crès et Cie, 1925, 288 p. (lire en ligne).
- Jack London (auteur) et Christian Attard (narrateur), litteratureaudio.com, 10 juin 2018 (écouter en ligne) Téléchargement MP3, sous forme de fichiers séparés ou d'archives groupées ; durée : 7 h 32 min environ.
- Jack London, Le Vagabond des étoiles, Libertalia, Montreuil, 2021. Première traduction intégrale par un même traducteur (Philippe Mortimer), accompagnée d'un solide appareil critique (120 notes de bas de page).

## Adaptations au cinéma
- 1920 : Métempsycose (The Star Rover), film muet américain d'Edward Sloman, avec Courtenay Foote, Thelma Percy.

- 2005 : The Jacket, film américain de John Maybury, avec Adrien Brody, Keira Knightley, Daniel Craig. Bien que le scénario soit de Marc Rocco et Tom Bleecker, et que le roman de Jack London ne soit pas mentionné, le réalisateur a déclaré que le film est l'« adaptation libre d'une histoire vraie qui est devenue une histoire de Jack London[3] ».

## Adaptations en bande dessinée
- Le Vagabond des étoiles : première partie, par  Riff Reb's, Éditions Soleil, 2019, 106 pages -  (ISBN 978-2-302-07781-2).
- Le Vagabond des étoiles : seconde partie, par  Riff Reb's, Éditions Soleil, 2020, 101 pages -  (ISBN 978-2-302-09024-8).